# 利尻郡
- 令制国一覧 > 北海道 (令制) > 北見国 > 利尻郡
- 日本 > 北海道 > 宗谷総合振興局 > 利尻郡

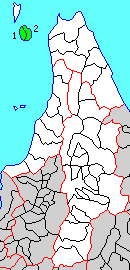
北海道利尻郡の位置（1.利尻町 2.利尻富士町）

利尻郡（りしりぐん）は、北海道（北見国）宗谷総合振興局の郡。
人口3,947人、面積182.12km²、人口密度21.7人/km²。（2025年6月30日、住民基本台帳人口）
以下の2町を含む。
- 利尻町（りしりちょう）
- 利尻富士町（りしりふじちょう）

## 郡域
1879年（明治12年）に行政区画として発足して以来、郡域は上記2町のまま変更されていない。

## 歴史

### 郡発足までの沿革
利尻はもと「りいしり」と読んだ。江戸時代の利尻郡域は西蝦夷地に属し、松前藩によってリイシリ場所が開かれていた。江戸時代中期の享保年間北見冨士神社が創建されている。
江戸時代後期になると文化4年にはロシアによる利尻島襲撃事件（文化露寇、フヴォストフ事件）が発生し船が焼き払われ島民が拉致されるなどの被害が出ている。南下政策を強力に進めるロシアの脅威に備え文化4年利尻郡域は天領とされこの時は藩士ら252名を派遣し会津藩が警固をおこなった。文政4年には一旦松前藩領に復したものの、安政2年再び天領となり今度は秋田藩が警固をおこない、同6年の6藩分領後は秋田藩領となっていた。戊辰戦争（箱館戦争）終結直後の1869年8月15日、大宝律令の国郡里制を踏襲して利尻郡が置かれた。

### 郡発足以降の沿革
- 明治2年

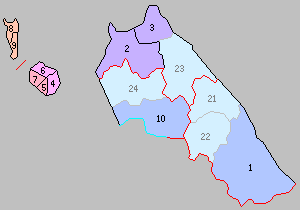
北海道一・二級町村制施行時の利尻郡の町村（4.鬼脇村 5.仙法志村 6.鴛泊村 7.沓形村 赤：利尻町 桃：利尻富士町）

  - 8月15日（1869年9月20日） - 北海道で国郡里制が施行され、北見国および利尻郡が設置される。開拓使が管轄。
  - 8月17日（1869年9月20日） - 水戸藩の領地となる（北海道の分領支配）。
- 明治4年8月20日（1871年10月4日） - 廃藩置県により再び開拓使の管轄となる。
- 明治5年
  - 4月9日（1872年5月15日） - 全国一律に戸長・副戸長を設置（大区小区制）。
  - 10月10日（1872年11月10日） - 4月に設置された区を大区と改称し、その下に旧来の町村をいくつかまとめて小区を設置（大区小区制）。
- 明治9年（1876年）9月 - 従来開拓使において随意定めた大小区画を廃し、新たに全道を30の大区に分ち、大区の下に166の小区を設けた。なお当時利尻郡には町村は設けられなかった。

- 第28大区
  - 4小区 ：

- 明治11年（1878年） - 鴛泊村、石崎村、鬼脇村、仙法志村、沓形村、本泊村が成立。
- 明治12年（1879年）7月23日 - 郡区町村編制法の北海道での施行により、行政区画としての利尻郡が発足。
- 明治13年（1880年）3月 - 宗谷郡外三郡役所（宗谷枝幸利尻礼文郡役所）の管轄となる。
- 明治15年（1882年）2月8日 - 廃使置県により札幌県の管轄となる。
- 明治19年（1886年）1月26日 - 廃県置庁により北海道庁札幌本庁の管轄となる。
- 明治30年（1897年）11月5日 - 郡役所が廃止され、宗谷支庁の管轄となる。
- 明治35年（1902年）4月1日 - 北海道二級町村制の施行により、以下の町村が発足。（4村）
  - 鬼脇村（二級村） ← 鬼脇村、石崎村（現・利尻富士町）
  - 仙法志村（二級村、単独村制、現・利尻町）
  - 鴛泊村（二級村） ← 鴛泊村、本泊村（現・利尻富士町）
  - 沓形村（二級村、単独村制、現・利尻町）
- 大正12年（1923年）4月1日 - 鬼脇村・鴛泊村が北海道一級町村制を施行。
- 大正13年（1924年）4月1日 - 沓形村が北海道一級町村制を施行。
- 昭和18年（1943年）6月1日 - 北海道一・二級町村制が廃止され、北海道で町村制を施行。二級町村は指定町村となる。
- 昭和21年（1946年）10月5日 - 指定町村を廃止。
- 昭和22年（1947年）5月3日 - 地方自治法の施行により北海道宗谷支庁の管轄となる。
- 昭和24年（1949年）11月1日 - 沓形村が町制施行して沓形町となる。（1町3村）
- 昭和31年（1956年）
  - 9月15日 - 沓形町・仙法志村が合併して利尻町となる。（1町2村）
  - 9月30日 - 鬼脇村・鴛泊村が合併して東利尻村となる。（1町1村）
- 昭和34年（1959年）9月 - 東利尻村が町制施行して東利尻町となる。（2町）
- 平成2年（1990年）9月30日 - 東利尻町が改称して利尻富士町となる。
- 平成22年（2010年）4月1日 - 宗谷支庁が廃止され、宗谷総合振興局の管轄となる。